# Сурая Гасымова
Сурая Гасымова (азерб. Sürəyya Qasımova; 28 сентября 1934, Тифлис — 23 июля 2005) — азербайджанская актриса.

## Биография
Родилась в сентябре 1934 года в Тбилиси. Её отец Маджид Гасым Ибрагимов был родом из села Сарван представительства Борчалы. Её мать Малейка Фарамез, также родом из Сарвана, была родом из Сарвана, была дочерью одного из богатых и состоятельных людей семьи Фарамез.
Хотя Сурайя целый год не ходила в первый класс, в 1953 году она окончила Тбилисскую русскую среднюю школу № 49 с отличными оценками и в том же году поступила на факультет немецкого языка Азербайджанского института иностранных языков. Сурайя, проучившаяся четыре года с отличными оценками, также была сильной спортсменкой и организатором.
Во время учебы она принимала активное участие в ряде научно-практических конференций, проводимых в Баку, выступала с докладами по преподаванию немецкой и азербайджанской литературы в высших и средних школах.
Сурайя была самым активным игроком, а затем почти 5 лет была капитаном юношеской сборной Грузинской ССР по баскетболу, когда еще училась в средней школе в Тбилиси.
Обладала красивым голосом. В основном пела народные песни. Успешно выступала на VI Всемирном фестивале молодёжи и студентов как солистка. Выступления азербайджанского ансамбля песни и танца под руководством Сурайи в Москве были отмечены почетным указом Президиума Верховного Совета Азербайджанской ССР и орденом с латунным значком. Помимо этих успехов, у Сурайи проявился и талант актрисы. Получив на экзамене на 3-м курсе института отличную оценку, заявила всем своим друзьям и родственникам, что хочет стать актрисой. На следующий день она встретилась с режиссером Лятифом Сафаровым и договорилась о съемках. Первым фильмом с её участием был «Под знойным небом».
В 1958 году, окончив с отличием институт, Сурейя стала работать там лаборантом. Через некоторое время её назначили на эту кафедру преподавателем грамматики и лексики немецкого языка.

## Личная жизнь
Была замужем за известного футболиста Камиля Эйнуллаева. Имела сына.

## Фильмография
- 1957 — Под знойным небом
- 1958 — Тени ползут
- 1959 — В канун Нового Года
- 1960 — Айгюн